# Povilas Poderskis
Povilas Poderskis (ur. 1990) – litewski inżynier i urzędnik, od 2024 minister środowiska.

## Życiorys
W 2012 ukończył studia z elektroniki i telekomunikacji na Uniwersytecie Technicznym w Kownie. W 2022 uzyskał magisterium z filozofii na Uniwersytecie Witolda Wielkiego. W latach 2020–2022 kształcił się także w Harvard Kennedy School. Pracował w sektorze IT jako twórca stron internetowych i inżynier oprogramowania. Później współpracował z merem Wilna Remigijusem Šimašiusem – pełnił funkcje jego doradcy (2015–2017) oraz dyrektora administracji rejonu miejskiego Wilno (2017–2021). Następnie zajmował się lobbingiem, był też dyrektorem operacyjnym w przedsiębiorstwie z branży cyberbezpieczeństwa. Od września 2024 kierował Agencją Rozwoju Sektora Budowlanego (SSVA).
W grudniu 2024 z rekomendacji ugrupowania Świt Niemna objął funkcję ministra środowiska w nowo utworzonym rządzie Gintautasa Paluckasa.